# 林修司
林 修司（はやし しゅうじ、1979年11月27日 - ）は、日本の俳優。京都府出身。劇団東俳（大阪）にいたこともある。演劇ユニット「ルドビコ★」、dopeⒶdopeの一員。以前、劇団「聖ルドビコ学園」に所属していたが、2007年5月7日の卒業公演をもって、聖ルドビコ学園を卒業（だが、2007年8月の新劇団員のお披露目公演には、元劇団員の宮島幸春と日替わりで出演）。

## 人物
- ロックミュージカルBLEACHのキャスト内では「おさむちゃん」と呼ばれている。名付け親は朽木ルキア役の佐藤美貴。
- 2010年6月に株式会社ピウスを設立、代表取締役となる。[1]　俳優としての活動と舞台のプロデュースを並行して行っている。
- サッカー好き。

## 出演作品

### 舞台
- 聖ルドビコ学園（全公演に出演）
- ルドビコ★（全公演に出演）
- ルドビコ★another（全公演に出演）

#### 2005年以前
- 二十四の瞳（1998年10月）
- アスタらビスタ「Knock」（2000年5月）
- アスタらビスタ「CHIME」（2000年9月）
- アスタらビスタ「藤沢記念病院」（2001年5月）
- アスタらビスタ「山手ホテル」（2001年10月）
- 舞台役者症候群像（2002年1月）
- TAIZO Project 「Vの悲劇」（2002年5月）
- SUN'S PROJECT vo.1「ボクサァ」（2003年5月）
- 新宿パープルパンダ vol.1「ファイナル・ファイナンス」（2003年12月）
- バンクバン・レッスン（2004年1月）
- SUN'S PROJECTvol.3「西戸山ワルツ」（2004年4月）

#### 2005年 - 2007年
- ロックミュージカル『BLEACH』（2005年8月） - 朽木白哉 役
  - ロックミュージカル『BLEACH』再炎（2006年1月）
  - ROCK MUSICAL BLEACH The Dark of The Bleeding Moon（2006年8月）
  - ROCK MUSICAL BLEACH the LIVE 卍解SHOW code:001（2007年1月）
  - ROCK MUSICAL BLEACH No Clouds in the Blue Heavens（2007年3月）
- メモリーズ2〜セカンド・オファー〜（2007年8月）
- キャスト3人による劇的朗読劇「苦情の手紙」（2007年8月）
- 30-DELUX The Seventh Live「シェイクス」（2007年10月）

#### 2008年
- Yoko Narahashi×SHOW-GO Produce「Dream of passion」（2008年1月）
- 大人の麦茶第十三杯目公演「サバンナチャンス」（2008年1月）
- ヘキサな二人（2008年2月）
- ROCK MUSICAL BLEACH THE ALL（2008年3月） - 朽木白哉 役
- ROCK MUSICAL BLEACH the LIVE 卍解SHOW code:002（2008年3月） - 朽木白哉 役
- 大人の麦茶第十五杯目公演「ネムレナイト2008」（2008年6月）
- キャスト3人による劇的朗読劇「苦情の手紙」（2008年7月）
- 少年社中第20回公演「アルケミスト」（2008年7月）
- 30-DELUX Eighth Live「ファミリア」（2008年10月）
- アクサル第9回公演「11人いる!」（2008年12月）　- マヤ王バセスカ 役

#### 2009年
- キャスト3人による劇的朗読劇「苦情の手紙」（2009年2月）
- K〜Kって誰? この中に犯人がいる…〜（2009年2月）
- 俺たちは天使だ! NO ANGEL NO LUCK〜地球滅亡30分前!（2009年8月 - 9月）

#### 2010年
- ROCK MUSICAL BLEACH the LIVE 卍解SHOW code:003（2010年1月 - 2月） - 朽木白哉 役
- フジテレビFNSチャリティキャンペーン主催　舞台『ホワイトシアター』（2010年3月、フジテレビ1F・マルチシアター）
- オリジナル・ミュージカル・コメディ『まさかのCHANGE?!』（2010年7月、シアタークリエ)
- abc★赤坂ボーイズキャバレー〜心ごと脱げ!〜（2010年8月 - 9月） - 湊慎之介 役
- 舞台版『心霊探偵八雲 魂をつなぐもの』（2010年12月、新宿・紀伊國屋サザンシアター）　- 木下英一 役

#### 2011年
- WPC×ピウス企画『さよなら また逢う日まで』（2011年5月、恵比寿エコー劇場）

#### 2012年
- Studio Life公演『OZ-オズ-』（2012年2月 - 3月）　- リオン・エプスタイン 役
- 即興舞台『Action vol2』（2012年3月30日、TOKYOFMホール）
- ピウス×クリエイティヴ 零-zero-Produce 『ボクサァ』（2012年4月、笹塚ファクトリー）
- 舞台『フィッシュストーリー』（2012年6月、テアトルBONBON）
- Func A ScamperS 009 #08 『be-BLUE』（2012年6月、新宿SPACE107）
- 即興舞台『Action vol3』（2012年6月30日、TOKYOFMホール）
- abc★赤坂ボーイズキャバレー 3回表 〜喝!&勝つ!〜（2012年8月 - 9月）　- 湊慎之介 役
- 人狼 ザ・ライブプレイングシアター #01:プレビュー公演（2012年10月、シアターKASSAI） - 神父・クリス 役
- 人狼 ザ・ライブプレイングシアター #02:ベータ公演（2012年12月、シアターグリーン池袋BIG TREE THEATER） - 神父クリス 役

#### 2013年
- 舞台『ダブルブッキング!』（2013年1月）
- 人狼 ザ・ライブプレイングシアター #03:VILLAGE Ⅰ 雪深い村（2013年1月、サンモールスタジオ） - 神父クリス 役
- ルドビコ★『さよならジョバンニ』（2013年2月 - 3月、シアターサンモール）
- Rooter Theater『魔界転生』（2013年3月 - 4月）
- 人狼 ザ・ライブプレイングシアター #04:VILLAGE II 春を謳う村（2013年4月、上野ストアハウス） - 神父クリス 役
- 舞台「ROBOTICS;NOTES」（2013年5月、全労済ホールスペース・ゼロ） - 君島コウ 役
- コントンクラブ image7（2013年6月、博品館劇場）
- 朗読劇 極上文學第4弾「藪の中」（2013年6月、俳優座劇場）- 検非違使 役 [2]
- ミュージカル☆忍者じゃじゃ丸くん（2013年6月29日、シアターブラッツ） - 日替わりゲスト出演
- abc★赤坂ボーイズキャバレー表　FINAL!『最後の放電!』〜自分に喝を入れて勝つ!〜（2013年8月）　- 湊慎之介 役
- トライフルエンターテインメントプロデュース「異聞天狼伝〜會津新撰組残党記〜」（2013年9月、全労済ホール/スペース・ゼロ）
- Rooter the live『七味のサムライ2〜琉球編〜』（2013年9月21日、上野ストアハウス） - 日替わりゲスト出演
- 人狼 ザ・ライブプレイングシアター #07:CASTLE 月虹に浮かぶ城（2013年10月、相鉄本多劇場） - 神父クリス 役
- LEGENDSTAGE PRODUCE ホチキス秋の本公演　『天才高校デスペラード』（2013年11月、サンモールスタジオ）
- 人狼 ザ・ライブプレイングシアター #08:MISSION The Castle Job（2013年12月、上野ストアハウス） - OP演出 兼 クリス 役

#### 2014年
- ツラヌキ怪賊団 4th Navigation『Beautiful Runner』（2014年1月、銀座みゆき館劇場） - ゲスト出演
- 人狼 ザ・ライブプレイングシアター #09:VILLAGE Ⅴ 冬霧に冴ゆる村（2014年1月、上野ストアハウス） - 神父クリス 役
- レトロゲームシアター第2弾『舞台　スペランカー』（2014年2月、上野ストアハウス）
- Rooter×ASSH「雷ヶ丘に雪が降る」（2014年3月 - 4月）
- 人狼 ザ・ライブプレイングシアター #11:VILLAGE Ⅵ 春風の薫る村（2014年3月、サンモールスタジオ） - 神父クリス 役
- 舞台『OASIS』（2014年4月 - 5月、シアターサンモール）
- ミュージカル☆忍者じゃじゃ丸くん（2014年5月、シアターグリーン BIG TREE THEATER）
- 人狼 ザ・ライブプレイングシアター #12:STEAM 機巧人形と月の艇（2014年5月、シアターグリーン BIG TREE THEATER） - A/神の蝶番 クリス 役
- キタムラ印#5 『ハナレウシ』（2014年6月、全労済ホール/スペース・ゼロ） - 久坂玄瑞 役
- 舞台『プライム輪舞曲〜素数と宝剣（つるぎ）と金庫の謎〜』（2014年7月、シアターKASSAI）
- 人狼 ザ・ライブプレイングシアター  #13:VILLAGE 夏草がそよぐ村（2014年7月 - 8月、シアターKASSAI） - 神父クリス 役
- ユーキース・エンタテインメント四宮由佳プロデュース公演 vol.2 「花、走る!」（2014年8月、サンモールスタジオ）
- 舞台「炎の蜃気楼昭和編 夜啼鳥ブルース」（2014年9月、シアターサンモール） - ジェイムス・D・ハンドウ 役
- 森の太郎 もりたろプレミアムライブ『Vampire』（2014年11月、エビス駅前バー）
- アトラクション公演『WAR→P！ in Fantasy 〜信託の花嫁と夜明けの鍵〜』（2014年11月、スタジオ・アッサンブラージュ） - 日替わりゲスト出演
- 人狼 ザ・ライブプレイングシアター #16:VILLAGE 冬の花咲ける村（2014年12月、シアターKASSAI） - 神父クリス 役

#### 2015年
- 舞台『Sの悲劇』（2015年1月、サンモールスタジオ）
- ボクシングエンターテイメント『拳聖』（2015年1月、シアターサンモール） - 日替わりゲスト出演
- 朝劇下北沢『下北LOVER』（2015年2月） - 日替わりゲスト出演
- 人狼 ザ・ライブプレイングシアター #18:MISSIONⅡ The Buggy Job（2015年2月、萬劇場） - 演出 兼 メカニック クリス 役
- もりたろレジェンドライブ『Vampire game』（2015年3月、エビス駅前バー）
- ワイアールジャパン x スターダムプロモーション「SPLIT DECISION 2」（2015年3月、ブディストホール）
- 人狼 ザ・ライブプレイングシアター #19:VILLAGE 春雷の響く村（2015年4月、萬劇場） - 神父クリス 役
- 舞台「ヒカケン〜非科学超常現象研究会のなんでもない1日〜」（2015年4月、テアトルBONBON）
- dopeⒶdope step.1『ギャングスターター』（2015年5月、サンモールスタジオ）
- （株）酔いどれ天使 第２期株主総会 『ニートエンジェル ＶＳ リストラデビル』（2015年6月） - 日替わりゲスト出演
- 人狼 ザ・ライブプレイングシアター #20:STEAM II 機巧人形と月の鉱石（2015年6月、シアターグリーン BIG TREE THEATER） - A/神の蝶番 クリス 役
- クリエイティヴ零企画『バンク・バン・レッスン』（2015年6月 - 7月、中野ザポケット）
- ワイアールジャパンxヒエロマネジメントPRESENTS 舞台『The CALVARY-義賊･五右衛門異伝-』（2015年7月、新宿村LIVE） - 石川五右衛門 役
- 人狼 ザ・ライブプレイングシアター サテライト#01:夏雲を仰ぐ村（2015年7月、インディペンデントシアター2nd） - 神父クリス 役
- 最遊記歌劇伝－Reload－（2015年9月、サンシャイン劇場） - 雀呂 役
- 舞台「炎の蜃気楼 昭和編 瑠璃燕ブルース」（2015年10月、シアター1010） - ジェイムス・D・ハンドウ／森蘭丸 役
- dopeⒶdope-side step.1- 「フェイクキラーズ」（2015年11月、渋谷ギャラリー・ルデコ4F） - 日埜原純弥 役
- 舞台「魔王ロス症候群」（2015年12月、シアターサンモール）

#### 2016年
- ツラヌキ怪賊団 6th navigation 『役者、坂本龍馬。』（2016年1月、テアトルBONBON）
- ピウス企画『プライム輪舞曲〜素数と宝剣（つるぎ）と金庫の謎〜』（2016年2月、シアターKASSAI）
- dopeⒶdope step.2 「コンダクター」（2016年4月、サンモールスタジオ) - 緑ヶ岡典章 役
- ピウス企画『女王の戦略』（2016年6月、テアトルBONBON） - 松倉永真 役
- 人狼 ザ・ライブプレイングシアター　SUMMER RUSH! 2016 ラグナロクステージ（2016年7月、新宿村LIVE） - 福音の勇者 クリス 役
- 人狼 ザ・ライブプレイングシアター　SUMMER RUSH! 2016 #23:VILLAGE 青嵐に惑う村（2016年7月、新宿村LIVE） - 神父クリス 役
- 舞台『炎の蜃気楼 昭和編 夜叉衆ブギウギ』（2016年10月、シアターサンモール） - ジェイムス・D・ハンドウ/森蘭丸 役
- PRINCE OF STRIDE THE LIVE STAGE Episode1（2016年12月） - DJストライド 役

#### 2017年
- dopeⒶdope side step.2 『プリズンロッカー』（2017年2月、サンモールスタジオ） - 肥田平祐 役
- 人狼 ザ・ライブプレイングシアター ×新選組 〜壬生村の狼 赤誠の巻〜（2017年3月、CBGKシブゲキ!!） - 井上源三郎 役
- PRINCE OF STRIDE THE LIVE STAGE Episode2（2017年4月 -　5月） - DJストライド 役
- PRINCE OF STRIDE THE LIVE STAGE Episode3（2017年6月 -　7月） - DJストライド 役
- PRINCE OF STRIDE THE LIVE STAGE Episode4（2017年8月） - DJストライド 役
- 舞台『炎の蜃気楼 昭和編 紅蓮坂ブルース』（2017年10月、シアター1010） - ジェイムス・D・ハンドウ/森蘭丸 役

#### 2018年
- 舞台『炎の蜃気楼 昭和編 散華行ブルース』（2018年8月、スペース・ゼロ） - ジェイムス・D・ハンドウ/森蘭丸 役

### CF
- 地方CF 「HONDAキャンペーン」
- 地方CF 「山崎パン」

### PV
- 吉田拓郎「いくつになっても happy birthday」

### モデル
- 京都家政大学環境学科表紙モデル

### 映画
- 記憶の庭 - 主演
- パニック4rooms（2009年4月）

### テレビ
- SMAP×SMAP
- 空の港で
- お台場探偵羞恥心ヘキサゴン殺人事件 - 警備員 役
- 俺たちは天使だ! NO ANGEL NO LUCK（2009年7月1日 - 12月23日、テレビ東京） - 仲元寺正美 役

### 映像作品
- 最遊記歌劇伝 the Movie -Bullets-（最遊記FESTA 2017） - 雀呂 役